# United Parcel Service

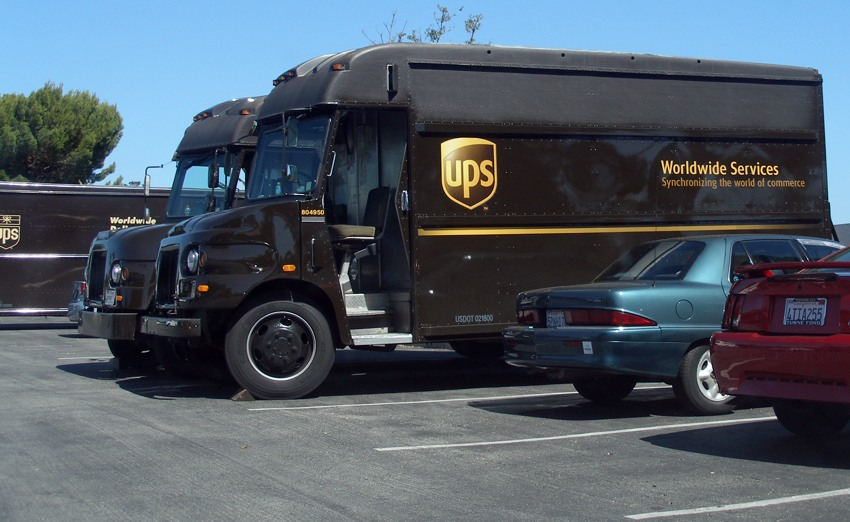
Vehicul UPS

United Parcel Service (UPS) este o companie de curierat din Statele Unite, înființată în 1907 și prezentă în peste 200 de țări.
Compania  este cel mai mare curier din lume, transportând 6,1 milioane de articole zilnic.
Principalii competitori ai companiei sunt DHL și FedEx.
Număr de angajați în 2009: 425.000 (355.000 în SUA și 70.000 în restul lumii)
Cifra de afaceri în 2008: 51,5 miliarde dolari

## UPS în România
Compania este prezentă și în România, din anul 1990,
prin agentul autorizat Romtrans.
În anul 2000, Romtrans a înființat firma Trans Courier Service, unde a devenit acționar cu 100% din acțiuni.
În anul 2008, UPS a achiziționat compania Trans Courier Service.
În anul 2009, UPS opera cu o flotă de 86 de mașini, din care 57 erau controlate de subcontractori.
Număr de angajați în 2010: 115
Cifra de afaceri:
| An            | 2009 | 2008 | 2007 | 2006 | 2005 | 2004 |
| ------------- | ---- | ---- | ---- | ---- | ---- | ---- |
| milioane euro | 15   | 12,8 | 6    | 5,6  | 4,6  | 3,5  |